# 코파 두 브라지우
코파 두 브라지우(포르투갈어: Copa do Brasil)는 브라질의 축구 협회컵이다. 1989년 브라질 축구 협회에 의해 창설되었다.